# Grammitis hirtella
Grammitis hirtella là một loài dương xỉ trong họ Polypodiaceae. Loài này được Blume Tuyama mô tả khoa học đầu tiên năm 1937.